# Chrispim Jacques Bias Fortes
Chrispim Jacques Bias Fortes (Livramento, 25 de outubro de 1847 — Barbacena, 14 de março de 1917) foi um político e promotor brasileiro.

## Vida e Estudos
Filho de Francisco José de Oliveira Fortes, provisionado e capitão da Guarda Nacional, e de Carlota Benedita de Oliveira Fortes. Recebeu o nome de batismo em homenagem ao santo do dia, São Crispim, ao filósofo iluminista Jean-Jacques Rousseau e ao sábio grego Bias de Priene. Casou-se com Adelaide de Araújo, filha do major João Manoel de Araújo, figura proeminente nas Revoltas Liberais de 1842. De seu casamento nasceram José Francisco Bias Fortes, futuro governador de Minas Gerais, Maria Alice Bias Fortes, precocemente falecida e Laurita Bias Fortes. Iniciou seus estudos em Barbacena, Minas Gerais, e, após concluir o curso preparatório, ingressou na Faculdade de Direito do Largo de São Francisco, em São Paulo, bacharelando-se em Ciências Jurídicas e Sociais em dezembro de 1870, ao lado de figuras como Joaquim Nabuco, Ruy Barbosa, Affonso Penna e Rodrigues Alves. 
Após a formatura, regressou a Minas, passando a advogar em Barbacena, onde foi nomeado em outubro de 1871, promotor de Justiça e em seguida de juiz municipal. Exonerou-se da magistratura em 1879 para atuar na política, exercendo paralelamente as atividades de advocacia e de fazendeiro.

## Atuação política

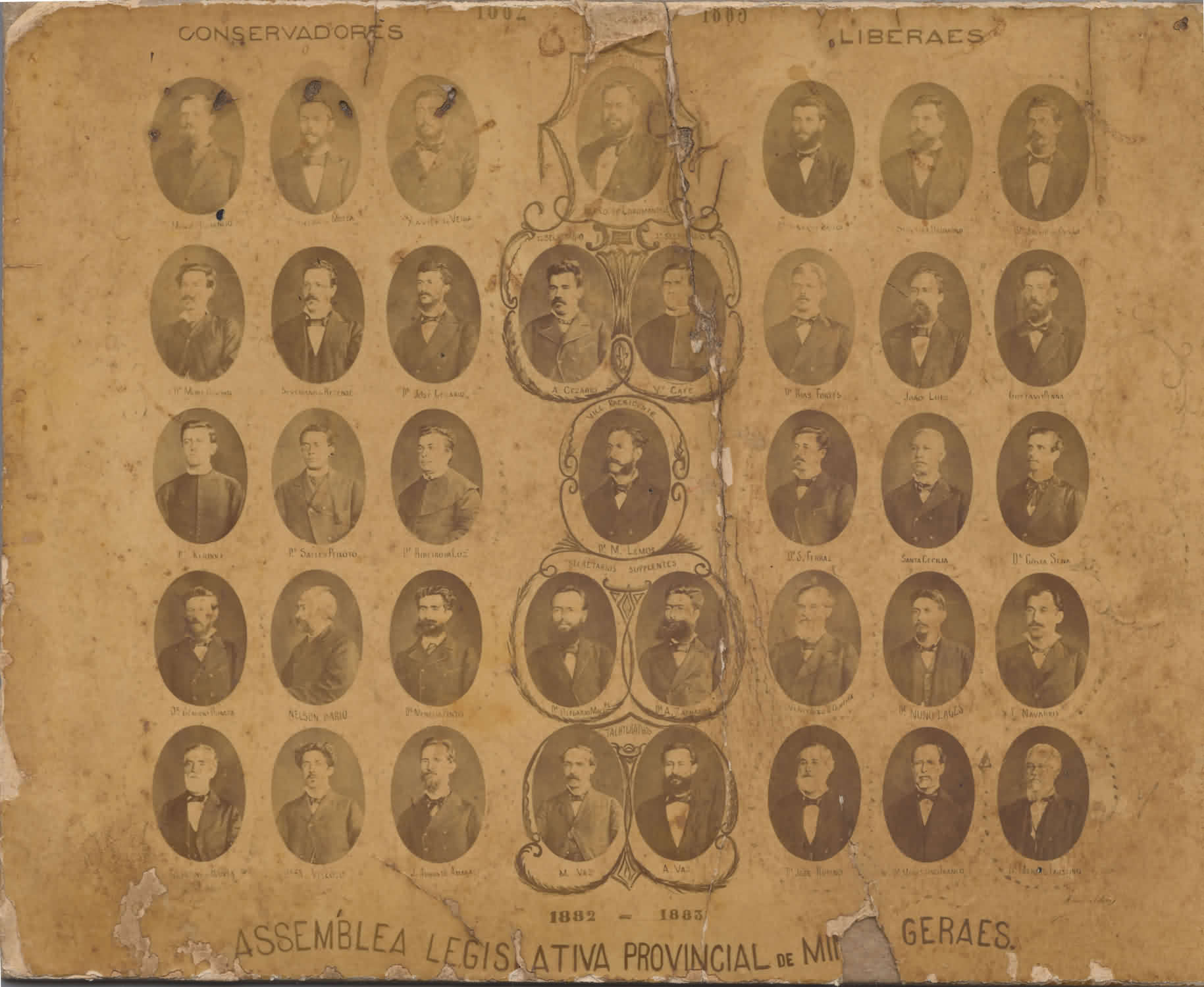
Foto de 1882 ou 1883

Em 1881 elegeu-se deputado provincial pelo Partido Liberal, sendo sucessivamente reeleito até o fim do Império, ocupando por algumas vezes a presidência da Assembleia. Foi reeleito novamente em 1889, mas em decorrência de manobras dos partidos Liberal e Conservador, acabou não sendo diplomado como deputado provincial.
No início da República, recebeu convite de João Pinheiro da Silva para elaborar o anteprojeto da Constituição de Minas Gerais. Exerceu o governo provisório de Minas Gerais por nomeação do Marechal Deodoro da Fonseca em quatro breves ocasiões, que na prática se estenderam de 24 de julho de 1890 a 11 de fevereiro de 1891.
Em 1894 teve de renunciar à cadeira de senador estadual em virtude de sua eleição para presidente do estado de Minas Gerais para o período de 7 de setembro de 1894 a 7 de setembro de 1898. Durante seu governo, realizou-se a transferência da capital mineira de Ouro Preto para Belo Horizonte, em 12 de dezembro de 1897.
Após o mandato de presidente estadual, retornou ao senado estadual, onde permaneceu até 1918, vindo a falecer durante o exercício do mandato.

## Homenagens

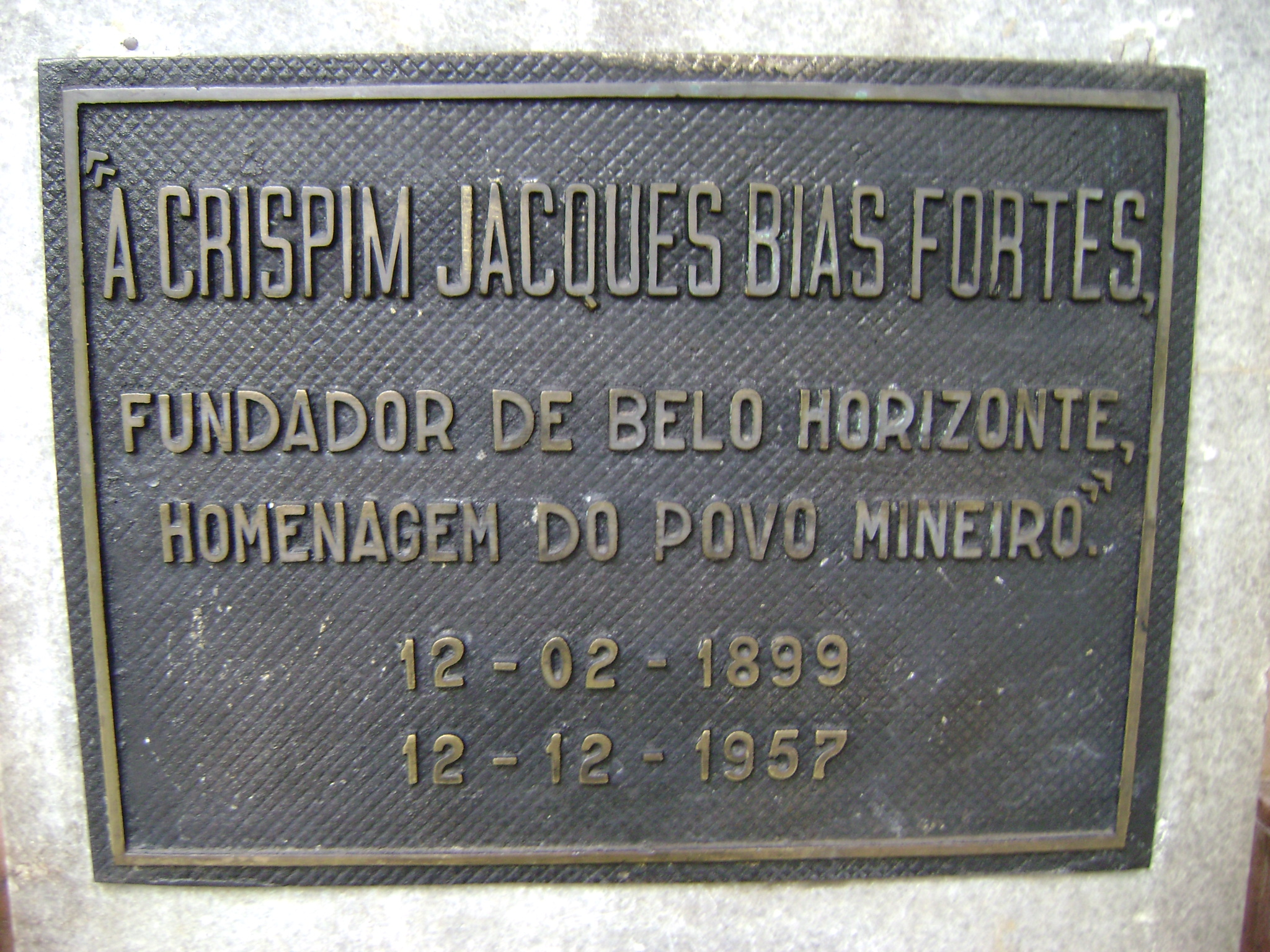
Placa em homenagem a Bias Fortes, na Praça da Liberdade.

- Cidade de Bias Fortes - Zona da Mata - Minas Gerais
- Avenida Bias Fortes – Belo Horizonte
- Monumento ao fundador de Belo Horizonte - Praça da Liberdade – Belo Horizonte
- Hospital das Clínicas / Ambulatório Bias Fortes – Belo Horizonte
- Avenida Bias Fortes – Barbacena
- Avenida Governador Bias Fortes - Barbacena
- Monumento à Chrispim Jacques – Barbacena
- Rua Dr. Bias Fortes – Andradas
- Escola Municipal Bias Fortes – Lima Duarte
- Avenida Bias Fortes – Curvelo
- Distrito de Chrispim Jaques - Teófilo Otoni-MG
- Escola Municipal Crispim J. B. Fortes - Caldas - MG
- Escola Estadual Bias Fortes - Januária - MG